# Wilhelm Brockhoff
Wilhelm Brockhoff (* 26. Februar 1886 in Geseke; † 6. Januar 1966 in Hannover) war ein deutscher Politiker.

## Leben
Wilhelm Brockhoff war zunächst Leiter des städtischen Bauamts in Bocholt, bevor er am 31. Juli 1917 zum zweiten besoldeten Beigeordneten (Bürgermeister) gewählt wurde. Im Juli 1934 erhielt er seine Ernennung zum kommissarischen Oberbürgermeister. Dieses Amt hatte er bis zum 31. Dezember 1934 inne.
Er war Mitglied der katholischen Studentenverbindung KStV Burgundia Berlin im KV.